# Aniene
De Aniene is een Italiaanse rivier. De rivier stroomt vanuit de Abruzzen westwaarts naar de Tiber in Rome
De Aniene kent twee hoofdbronnen: op de zuidflank van de Monte Tarino (1959 m) bij Avezzano, en op de oostflank van de Monte Autore (1853 m), bij Subiaco. De Aniene slingert zich bijna 100 kilometer door het landschap ten oosten van Rome, en stroomt onder andere door Subiaco met de middeleeuwse brug, gebouwd door broeders Franciscanen. Bij Tivoli stort de Aniene zich op spectaculaire wijze naar beneden in een 160 meter hoge waterval. In het noorden van de stad Rome, bij de brug van de Via Salaria, stroomt de Aniene in de Tiber.

## Afbeeldingen

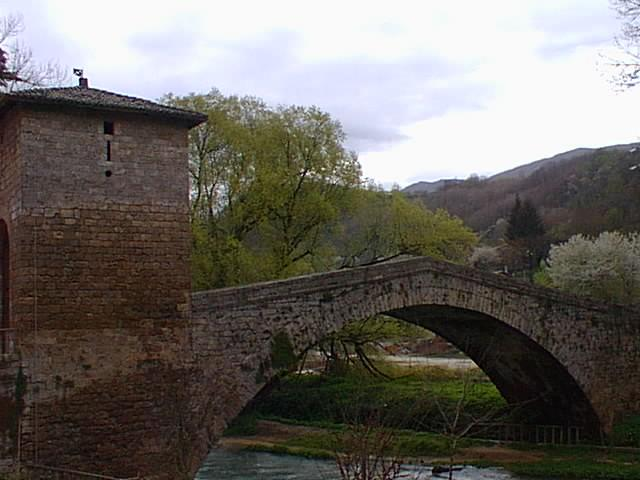
Franciscaanse brug over de Aniene bij Subiaco
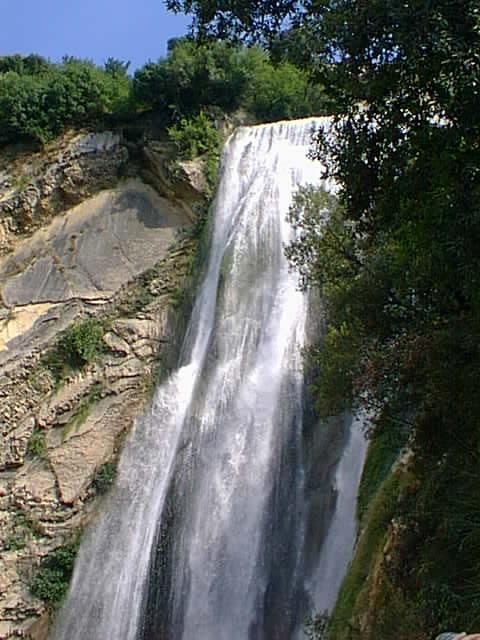
de waterval van de Aniene bij Tivoli
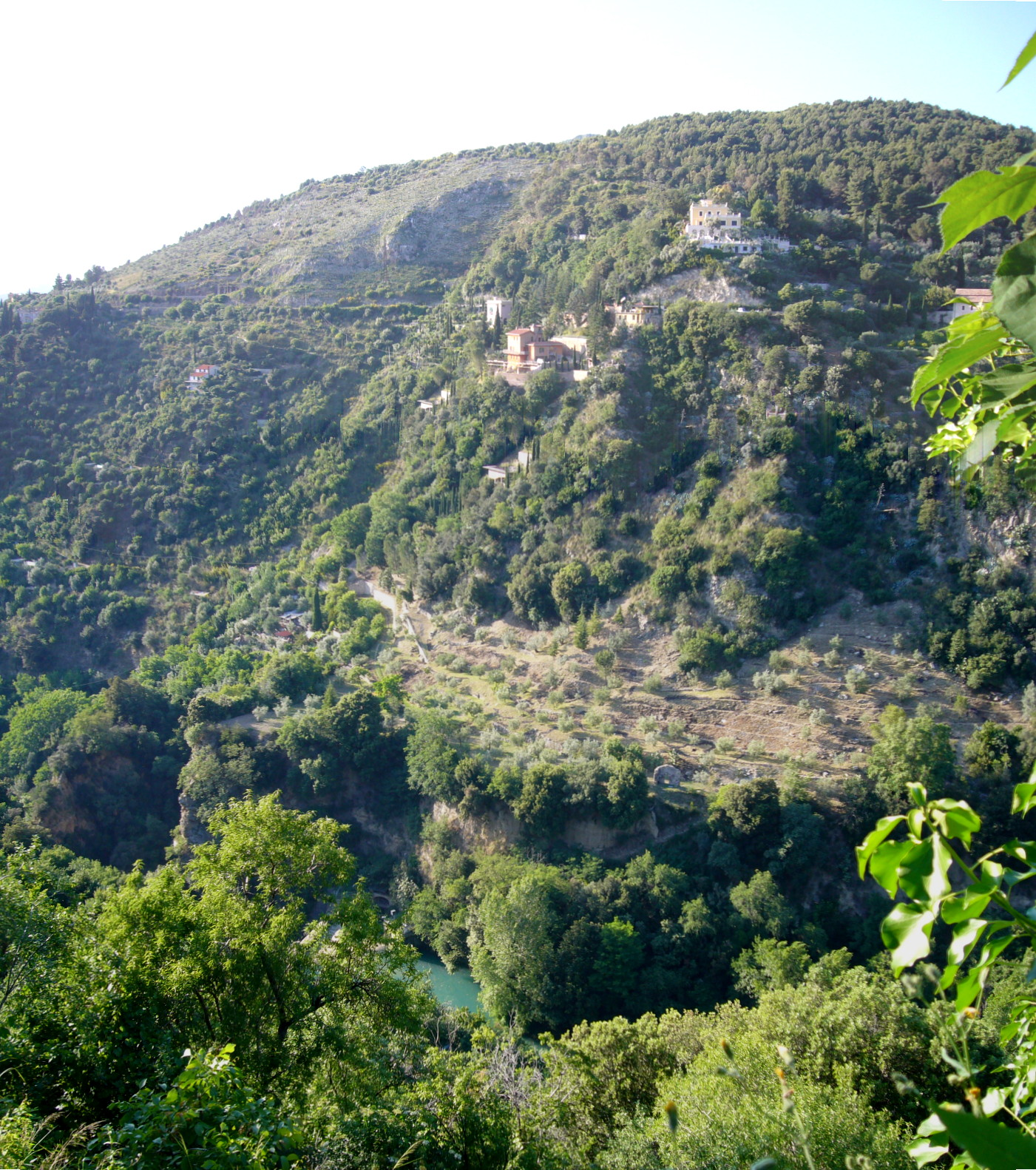
dal van de Aniene bij Tivoli
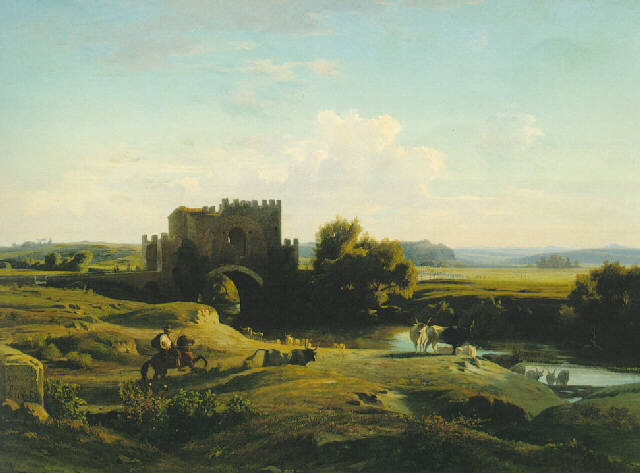
de Nomentaanse Brug over de Aniene in Rome

- Gemeinsame Normdatei: 4314778-1
- Système universitaire de documentation: 202984508
- Virtual International Authority File: 246243112